# Wallfahrtskirche Mariä Geburt (Stallehr)

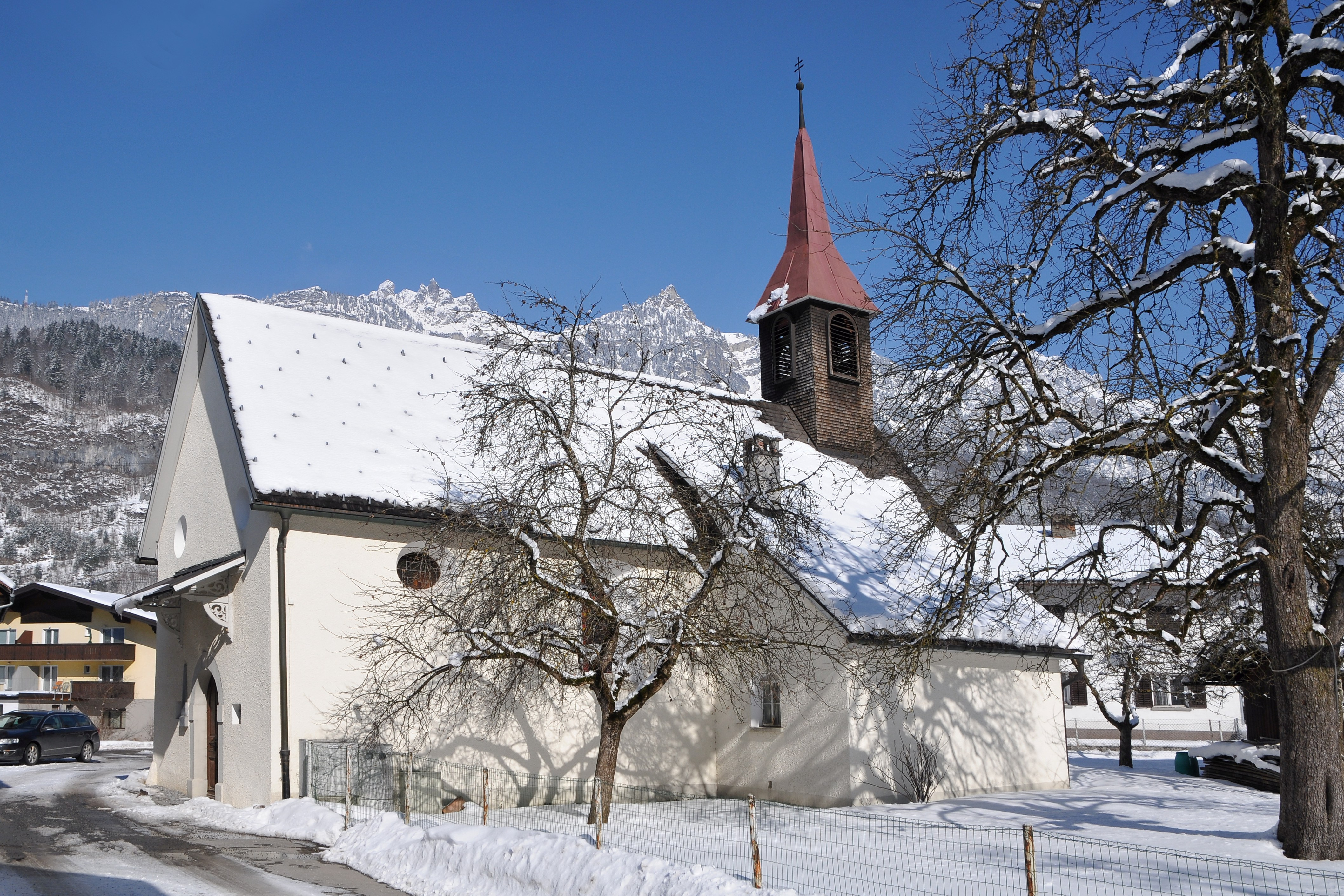
Wallfahrtskirche Mariä Geburt in Stallehr

Die Wallfahrtskirche Mariä Geburt ist eine römisch-katholische Kirche in der Gemeinde Stallehr. Sie steht unter Denkmalschutz (Listeneintrag).
Es wird angenommen, dass der Einsiedler Johann Eble, er wohnte auf dem Maisäß Davenna, um 1640 eine Kapelle errichtete. Im Jahre 1750 war ein Neubau oder Umbau durch Heinrich Bagehr. Anfang des 19. Jahrhunderts wurde die Kirche verlängert. Die Kirche wurde im Jahre 1947 Teil des Pfarrvikariats Bings-Stallehr und gehört seit 1957 zur Pfarrkirche Bings-Stallehr.
Die Kirche besteht aus einem Langhaus und einem Chor unter einem Satteldach mit einem Glockenturm mit Spitzhelm über dem Chor und einer Sakristei unter einem Pultdach. Es gibt ein steingefasstes Rundbogenportal unter einem Vordach, darüber ein Bild Maria mit Kind um 1900. 
Der Hochaltar mit neuromanischem Tabernakel stammt von den Gebrüdern Bertle. Dort sind die Figuren Maria mit Kind aus 1640, links die hl. Barbara und rechts die hl. Katharina aus der Mitte des 18. Jahrhunderts. Über dem Eingang zur Sakristei die Figur hl. Josef mit Jesus aus der Mitte des 18. Jahrhunderts. Im Chorbogen ist ein Kruzifixus aus dem 19. Jahrhundert. Ein Fresko Mariä Geburt, bezeichnet mit 1640 an der Langhauswand und die Glasfenster mit Symbolen, Hand Gottes, Turm, Pfingsten, Eucharistie sind vom Maler Hubert Fritz aus dem Jahre 1953. Es gibt eine Glocke von Josef Graßmayr aus dem Jahre 1733.